# Pomník horníkům
Pomník horníkům, nazývaný také Památník obětem důlních neštěstí, je pomník, připomínka dvou tragických událostí na dole Doubrava. Je umístěn na hřbitově v obci Doubrava v okrese Karviná v Ostravské pánvi v Moravskoslezském kraji.

## Popis památníku a historie
Ostravsko a Karvinsko bylo dříve silněji spojeno s těžbou černého uhlí. Dnes se již v Doubravě uhlí netěží, avšak jednou z připomínek minulosti je místní Pomník horníkům, který připomíná dvě tragické události v místním dole Doubrava. První důlní neštěstí se stalo dne 12. února 1949, kdy na noční směně vybuchl metan a vznikl požár. V místě pracovalo 32 horníků, z nichž se 18 nepodařilo zachránit a při záchraně horníků přišlo o život také 5 záchranářů. Druhé důlní neštěstí se stalo dne 7. května 1985 a patří mezi největší tragédie v novodobé historii Ostravsko-karvinského uhelného revíru. Po výbuchu metanu v dole zahynulo 19 horníků a 6 záchranářů. 
Pomník horníkům je dominantní stavbou místního hřbitova a nachází se na čestném místě ve svahu, poblíže silnice a vchodu na hřbitov. Pomník byl odhalen v roce 1952 a je dílem akademického sochaře Jindřicha Wielguse (1910–1998). Na vrcholu pomníku je sousoší tří horníků v nadživotní velikosti v hornické výstroji. V prostorném výklenku uvnitř památníku se nacházejí dvě kamenné desky:
- Deska zahynuvším horníkům z neštěstí na Jámě Doubrava ze 12. až 13. února 1949
- Deska zahynuvším horníkům z nehody na dolu Doubrava ze 7. května 1985

## Další informace
Pomník se také nachází na trase Doubravské naučné stezky.

## Galerie

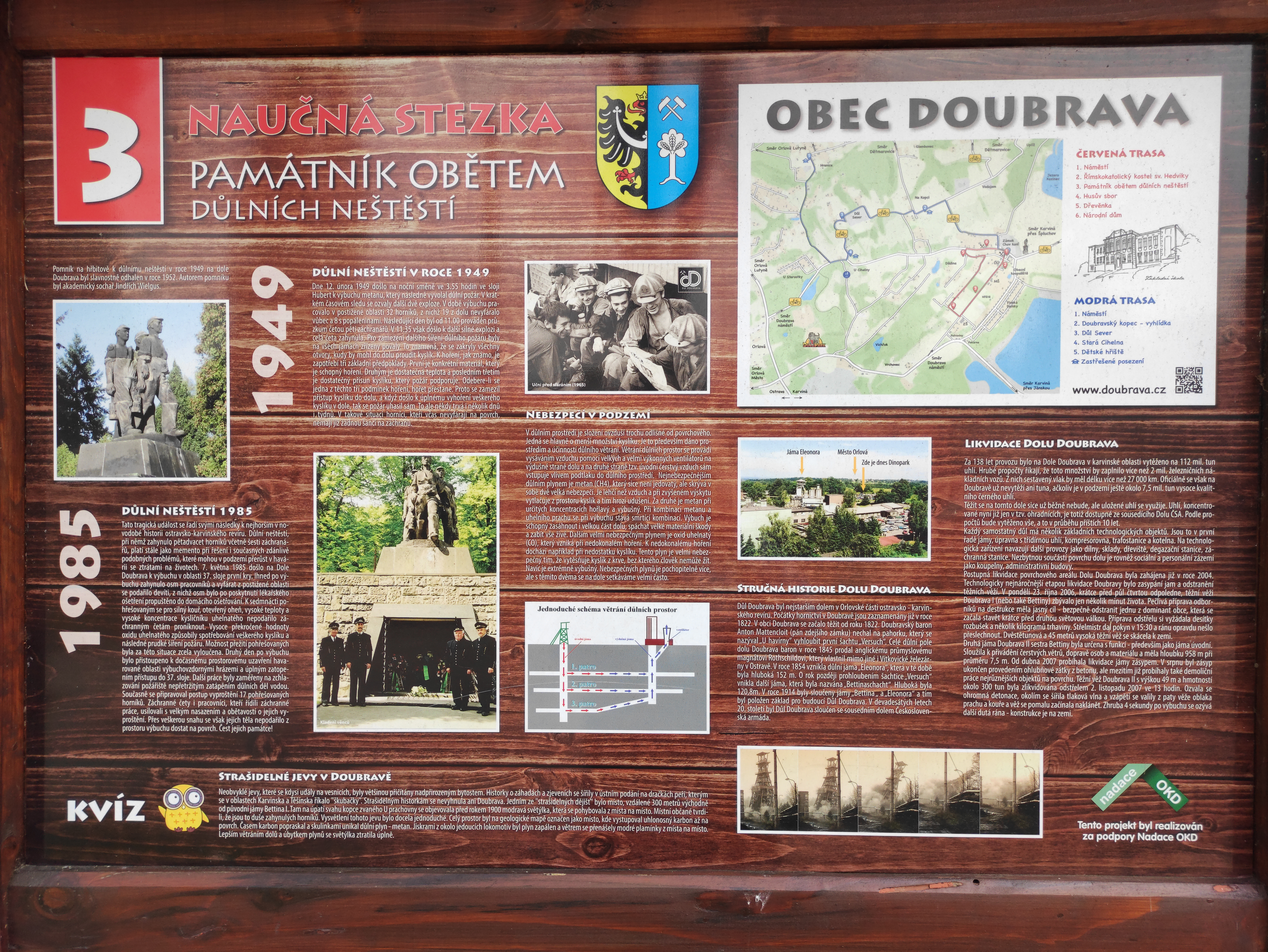
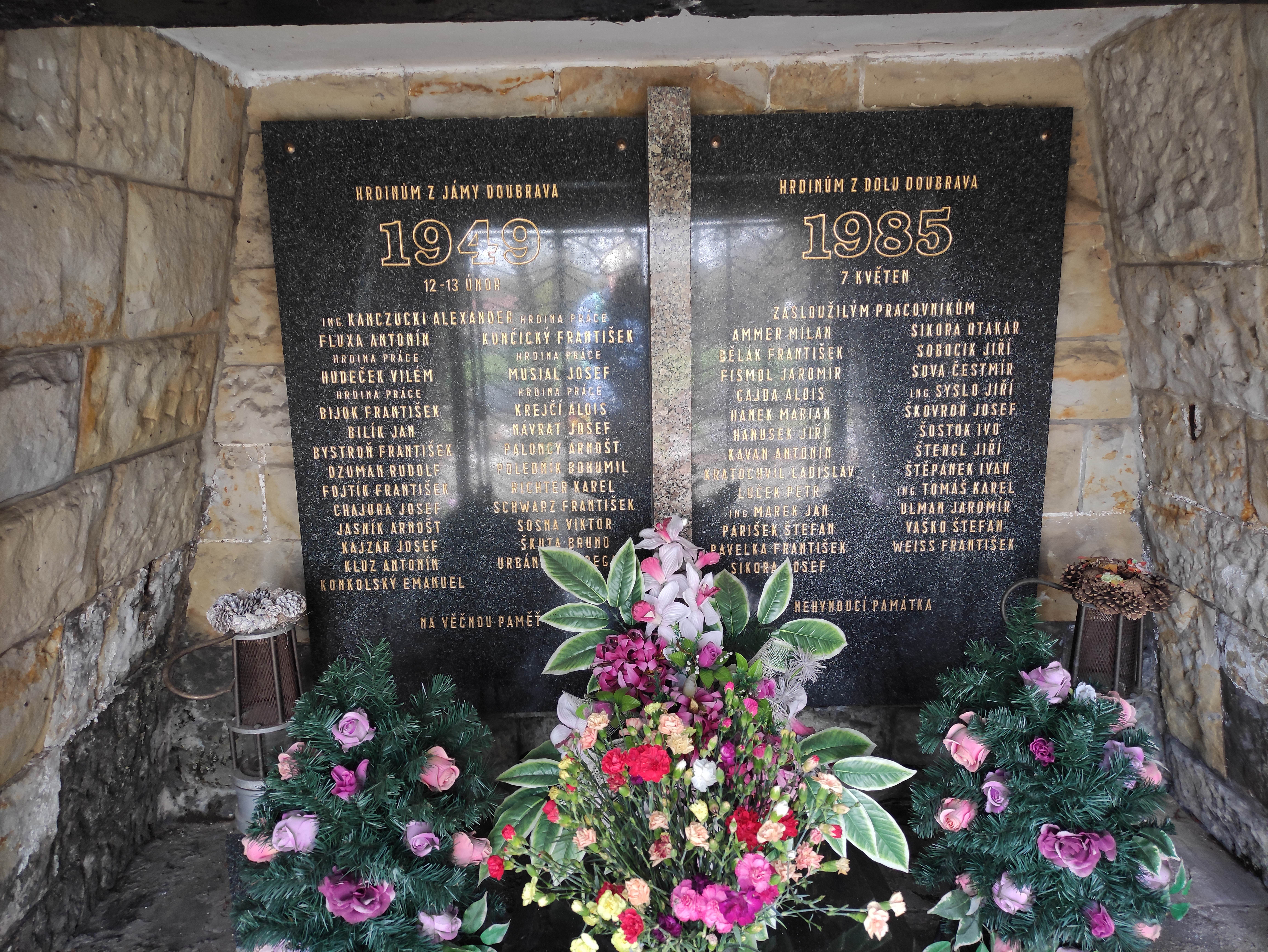
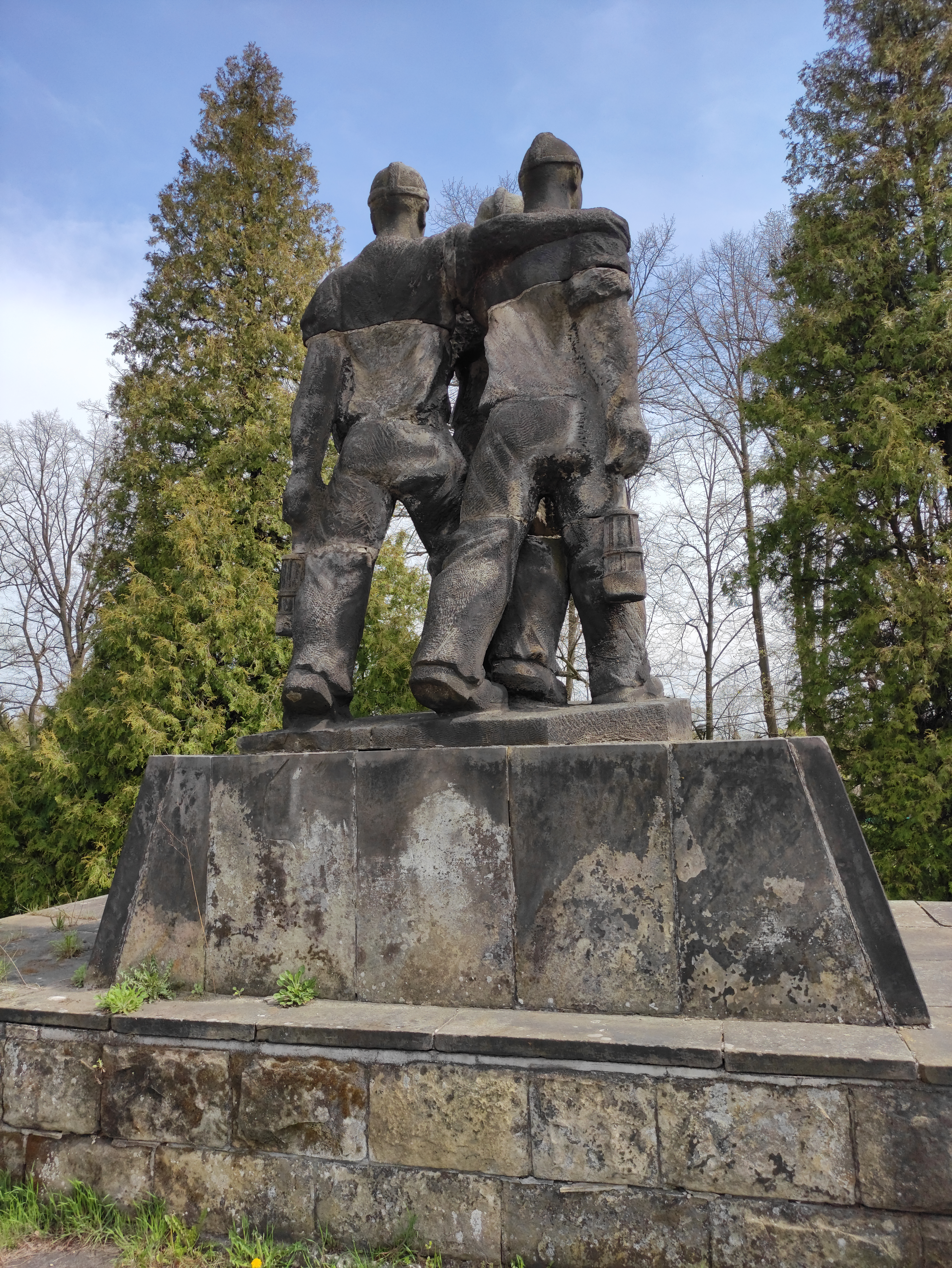
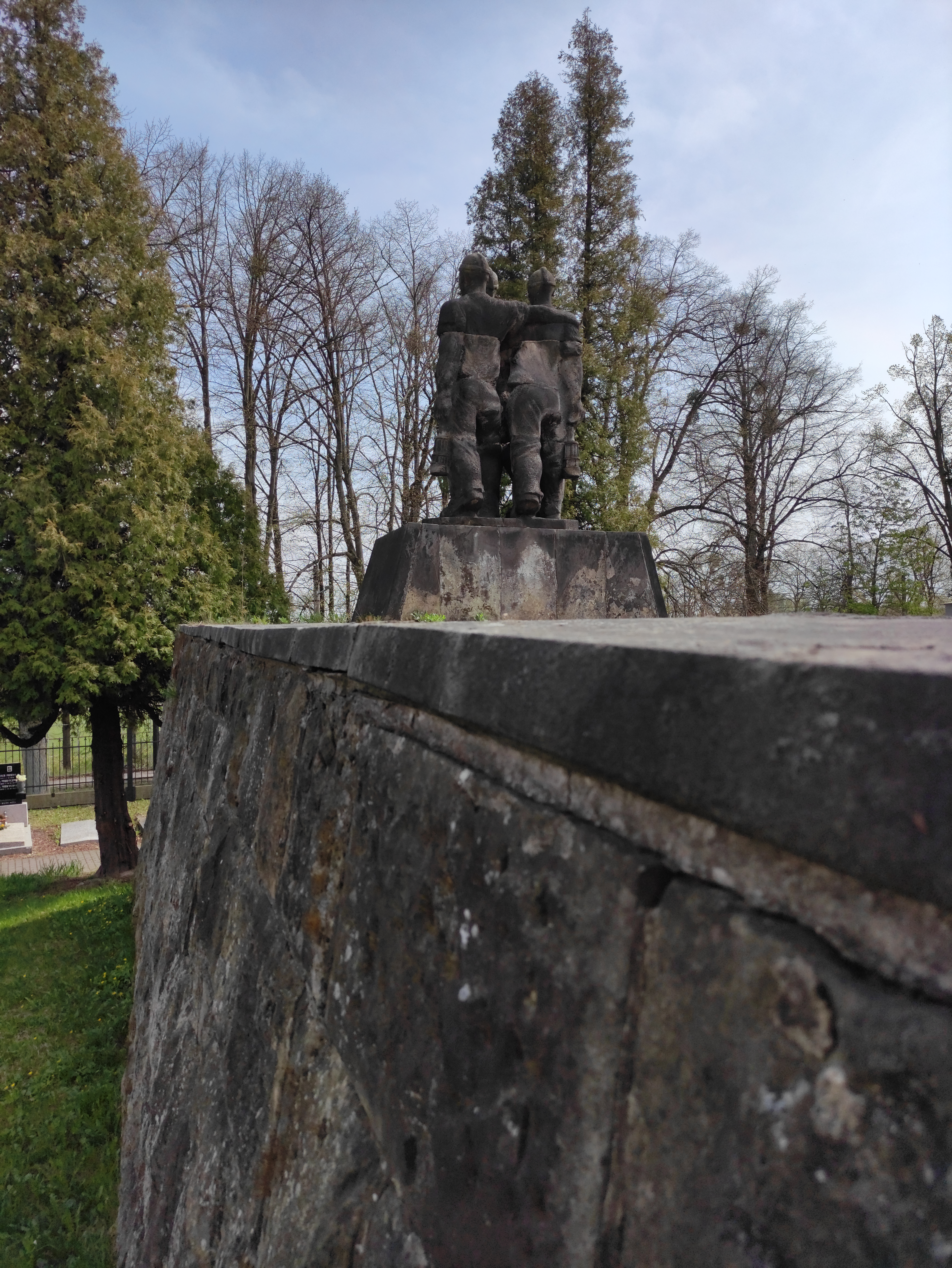
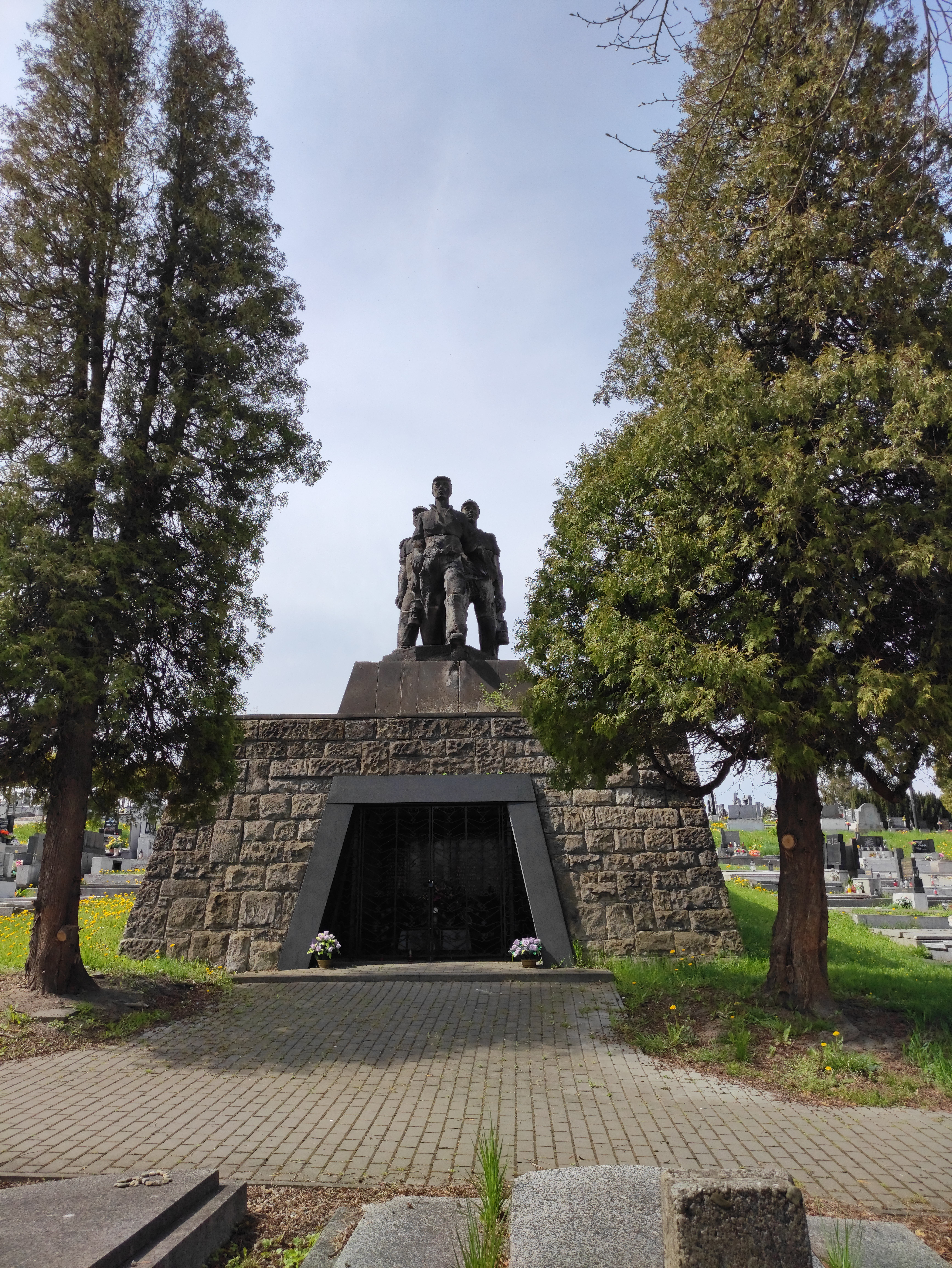